# Chrozophoreae
Tribu
Les Chrozophoreae sont une tribu de plantes à fleurs de la famille des Euphorbiaceae. Cette tribu contient 4 sous-tribus et 12 genres[réf. souhaitée].
- Sous-tribu des Chrozophorinae
  - Chrozophora
- Sous-tribu des Ditaxinae
  - Argythamnia
  - Caperonia
  - Chiropetalum
  - Ditaxis
  - Philyra
- Sous-tribu des Doryxylinae
  - Doryxylon
  - Melanolepis
  - Sumbaviopsis
  - Thyrsanthera
- Sous-tribu des Speranskiinae
  - Speranskia

## Liste des genres et espèces
Selon NCBI (11 juin 2013) :
- genre Caperonia
  - Caperonia palustris
- genre Chiropetalum
  - Chiropetalum schiedeanum
  - Chiropetalum tricoccum
- genre Chrozophora
  - Chrozophora oblongifolia
  - Chrozophora tinctoria
- genre Ditaxis
  - Ditaxis argothamnoides
  - Ditaxis guatemalensis
  - Ditaxis montevidensis
  - Ditaxis simoniana
- genre Melanolepis
  - Melanolepis multiglandulosa
- genre Philyra
  - Philyra brasiliensis
- genre Speranskia
  - Speranskia cantonensis
- genre Sumbaviopsis
  - Sumbaviopsis albicans
- genre Thyrsanthera
  - Thyrsanthera suborbicularis